# Don Dixon
Don Dixon (Easton, Pennsilvània; 3 de juny de 1951) és un pintor i il·lustrador estatunidenc contemporani d'art espacial. Ha participat en exposicions de pintura i convencions de ciència-ficció a Alemanya, Noruega i Estats Units.

## Biografia
Dixon va néixer el 3 de juny de 1951 a la ciutat d'Easton (Pennsilvània). És el fill únic de Donald Dixon (militar americà d'ascendència irlandesa) i Filomena Buscemi (d'ascendència siciliana), tots dos originaris d'Easton. El seu pare va morir a França en un accident automobilístic pocs mesos després del naixement del seu fill. Dixon va ser criat per la seva mare vídua a Nova Jersey; Ontario, Canadà i finalment a Califòrnia. En els primers anys de la seva vida va mostrar un gran interès per l'astronomia, així com una gran capacitat artística. Amb divuit anys va ingressar a la Universitat de Califòrnia, Berkeley per estudiar física i va començar la seva carrera artística a principis dels 1970, quan va rebre la tasca de crear il·lustracions per a les missions espacials de la NASA. És cofundador de l'Associació Internacional d'Artistes Astronòmics (IAAA) i director artístic de l'Observatori Griffith a Los Angeles. Actualment viu a Long Beach, Califòrnia.

## Obra
La pintura de Dixon segueix la tradició de Chesley Bonestell, astrònom i pintor americà que és considerat com a fundador de l'art espacial modern. Les seves obres es caracteritzen pel seu realisme astronòmic i la seva estètica minuciosa. Dixon nomena a Vincent van Gogh, Johannes Vermeer i a Albert Bierstadt com a les seves principals fonts d'inspiració artística. També esmenta el neoplatonisme alexandrí del segle iii com una gran inspiració estètica. Va produir la majoria de les seves primeres obres a l'oli sobri tela, però al llarg de la seva carrera ha realitzat la gran part de la seva pintura en acrílic i en aiguada, mitjans que li permeten obtenir l'exactitud realista que és particular de la seva obra. Des de finals dels 1990 usa principalment Adobe Photoshop i Cinema 4D per crear les seves obres comercials.
Ha dissenyat art de tapa per a diverses revistes nord-americanes, incloent Scientific American, Sky & Telescope, OMNI, The Magazine of Fantasy & Science Fiction i Astronomy.